# گری کولیر (بازیکن فوتبال)
گری کولیر (انگلیسی: Gary Collier؛ زادهٔ ۴ فوریهٔ ۱۹۵۵) بازیکن فوتبال اهل بریتانیا است.
از باشگاه‌هایی که در آن بازی کرده‌است می‌توان به باشگاه فوتبال بریستول سیتی و باشگاه فوتبال کاونتری سیتی اشاره کرد.